# Honda NXR 125
Die Honda NXR 125 ist ein Motorrad der Kategorie Enduro des japanischen Fahrzeugherstellers Honda. Das Leichtkraftrad wird in Brasilien als NXR 125 gefertigt und in Deutschland unter dem Namen XR 125 L von 2003 bis 2007 vertrieben. Nach 1999 schließt die NXR/XR 2003 erstmals die Lücke im Modellprogramm von Honda, die mit dem Ende der Honda XLR 125 R entstand. 
Für den europäischen Markt wurden die Beleuchtungseinrichtungen, Bremsen und Motor modifiziert. Das deutsche Modell hat am Vorderrad eine Scheibenbremse anstelle einer Trommelbremse und einen Katalysator, der die Abgasnorm Euro 2 erfüllt.
Im Gegensatz zur noch in Japan gefertigten Honda XLR 125 R wird die (N)XR in Brasilien gebaut. Der Motor unterscheidet sich im Vergleich zu anderen Modellen durch noch simplere Technik wie der untenliegenden Nockenwelle. Auch die Verarbeitungsqualität wird von vielen Besitzern als unzureichend empfunden, vermehrt wird Rostbefall beklagt. Entgegen der enduro-üblichen Bereifung im 21-Zoll-Format vorne und 18 Zoll hinten ist die XR mit 19- und 17-Zoll-Reifen ausgestattet. Somit stehen viele beliebte Profile nicht zur Verfügung.
Seit 2008 wird die XR 125 L in Deutschland nicht mehr angeboten.

## Technische Daten
| Honda NXR 125          |                                                              |
| ---------------------- | ------------------------------------------------------------ |
| Motor                  | fahrtwindgekühlter Einzylinder-Viertaktmotor, Elektrostarter |
| Bohrung × Hub          | 56,5 × 49,5 mm                                               |
| Hubraum                | 124 cm³                                                      |
| Verdichtungsverhältnis | 9,5 : 1                                                      |
| Gemischaufbereitung    | 1 Kolbenschiebervergaser, Ansaugdurchmesser 22 mm            |
| Nennleistung           | 9 kW (12,2 PS) bei 8500/min                                  |
| max. Drehmoment        | 10,6 Nm bei 7000/min                                         |
| Zündung                | Kondensatorentladungszündung (CDI)                           |
| Getriebe               | 5 Gänge                                                      |
| Endantrieb             | Rollenkette                                                  |
| Maße (L × B × H)       | 2105 × 815 × 1130 mm                                         |
| Radstand               | 1355 mm                                                      |
| Sitzhöhe               | 820 mm                                                       |
| Bodenfreiheit          | 250 mm                                                       |
| Radaufhängung vorn     | 31-mm-Teleskopgabel, 180 mm Federweg                         |
| Radaufhängung hinten   | Stahlschwinge mit Pro-Link-System, 160 mm Federweg           |
| Felgen vorn/hinten     | Drahtspeichenräder mit Stahlfelgen                           |
| Bereifung vorn         | 90/90-19 64J                                                 |
| Bereifung hinten       | 110/90-17 64J                                                |
| Bremsen vorn           | Einscheibenbremse, 240 mm Ø, Zweikolbensattel                |
| Bremsen hinten         | Trommelbremse, 110 mm Ø                                      |
| Leergewicht            | 129 kg                                                       |
| Tankinhalt             | 12 Liter                                                     |

Die (N)XR wird auch in einer gedrosselten Version mit einer Höchstgeschwindigkeit von 80 km/h für die Führerscheinklasse A1 angeboten. Eine Reduzierblende im Krümmer verringert die Motorleistung und somit die Endgeschwindigkeit.